# Гревцов, Юрий Васильевич
Ю́рий Васи́льевич Гревцо́в (11 августа 1930, Сталинград — 10 июля 1987, Новосибирск) — советский артист балета, педагог, Заслуженный артист РСФСР (1971).

## Биография
Родился 11 августа 1930 года в Сталинграде (совр. Волгоград).
В 1948—1950 гг. трудился в армейском Ансамбле песни и пляски.
С 1950 года работал в Новосибирском оперном театре, в 1965—1971 гг. был педагогом-репетитором этого театра.
В 1971—1987 гг. — преподаватель Новосибирского хореографического училища.
Похоронен на Заельцовском кладбище Новосибирска.

Могила Гревцова на Заельцовском кладбище Новосибирска

## Репертуар
- «Маскарад» Л. Лапутина — Князь Звездич
- «Аладдин и волшебная лампа» Б. Савельева — Аладдин
- «Лебединое озеро» П. Чайковского — Зигфрид
- «Спящая красавица» П. Чайковского — Дезире
- «Дон Кихот» Л. Минкуса — Базиль
- «Жизель» А. Адана — Альберт
- «Каменный цветок» С. Прокофьева — Данила
- «Медный всадник» Р. Глиэра — Евгений
- «Ледяная дева» Э. Грига — Олаф
- «Корсар» А. Адана — Конрад
- «Спартак» А. Хачатуряна — Спартак
- «Пламя Парижа» Б. Асафьева — Филипп[1]

## Семья
- Лидия Ивановна Крупенина (1928—2016) — советская и российская балерина, педагог, Народная артистка СССР (1971).